# Sabrina Hering-Pradler
Sabrina Hering-Pradler (ur. 16 lutego 1992) – niemiecka kajakarka. Srebrna medalistka olimpijska z Rio de Janeiro.
Zawody w 2016 były jej pierwszymi igrzyskami olimpijskimi. Medal zdobyła w kajakowej czwórce na dystansie 500 metrów. Osadę tworzyły również Franziska Weber, Steffi Kriegerstein i Tina Dietze. Na mistrzostwach świata wywalczyła trzy medale. Sięgnęła po złoto w kajakowej dwójce na dystansie 1000 metrów w 2015, srebro w 2017 w kajakowej czwórce na dystansie 500 oraz brąz w 2015 kajakowej dwójce na dystansie 200 metrów. Była trzykrotną medalistką mistrzostw Europy (srebro w 2016 w K-2 500 m, brąz K-2 1000 m w 2014 oraz w K-4 500 m w 2016).